# 小園安名
小園安名（1902年11月1日—1960年11月5日）是大日本帝國海軍軍官，日本鹿兒島縣川邊郡出身，海軍兵學校第51屆畢業，除役時官拜大佐。以開發月光夜間戰鬥機的傾斜式機砲及主導厚木叛亂事件聞名。

## 生平

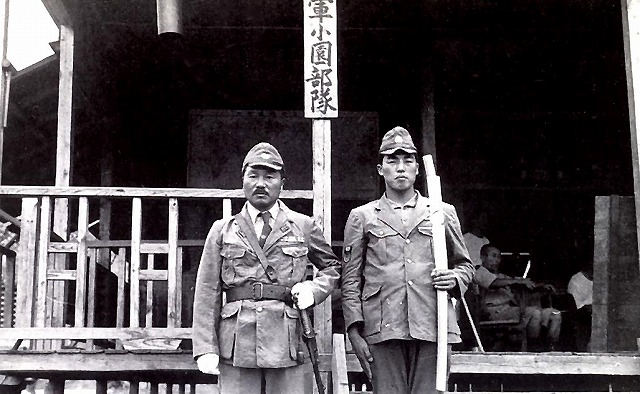
攝於拉包爾東機場，第251航空隊指揮所前的小園安名司令（左）。

海軍兵學校畢業後，小園歷任龍驤號航空母艦飛行隊長、第12航空隊飛行隊長、橫須賀航空隊分隊長，在第二次中日戰爭中活躍於中國大陸戰場，曾領軍參與著名的「武漢429空戰」。1941年，日軍在臺灣臺南設立臺南海軍航空隊，由小園出任副司令兼任飛行長。在小園的嚴格要求下，航空隊訓練出許多優秀的飛行員，在太平洋戰爭有出色的表現。
太平洋戰爭開戰後，整個部隊隨著戰事的進行一直往南移防，歷經菲律賓、印尼，最後進駐在拉包爾，把負責的戰場擴展到東新幾內亞和所羅門群島。
在駐防臺南的時候，幾乎每日都會遇到美軍B-17轟炸機的空襲。由於大多數戰鬥機飛行員都已移防新幾內亞的基地，剩下的兵力不足以攔截美軍的空襲。小園於是就地訓練基地的偵察機飛行員，使之成為堪用的戰鬥機飛行員；然後利用偵察機搭載三號爆彈，在空中「炸毀」B-17轟炸機。是非常具有靈活思維與大膽策略的指揮官。
1942年，在南太平洋的日本海軍開始新的編制，臺南海軍航空隊被改編為第251航空隊，小園升任司令。此段期間因為考慮到機槍角度與視線的問題，因此構想出角度向上、下各兩挺的傾斜式機砲，裝備於月光夜間戰鬥機上。
1943年9月，小園被調回日本本土，擔任首都周邊海軍防空任務的第302海軍航空隊司令，其駐地在厚木機場。該航空隊擁有許多裝備傾斜式機砲的夜間戰鬥機，這段期間曾擊落多架由馬里亞納群島起飛、意圖襲擊東京的美軍B-29轟炸機。

### 厚木叛亂事件
1945年8月15日昭和天皇廣播宣佈無條件投降後，駐紮在厚木基地的小園帶領部下抗命、戰爭到底。由於美軍即將接收厚木基地，小園此舉可能會引起與接收部隊的武裝衝突，給日本政府帶來極大的困擾。由於在多方嘗試勸解下無效，且小園染上瘧疾而發高燒，於是在1945年8月20日被航空隊軍醫長注射鎮靜劑，並五花大綁移送野比海軍醫院精神科強制收容。在群龍無首的情況下，事件終於在8月22日平和落幕。1945年10月，小園被軍事法庭以「同夥抗命罪」起訴，因身為領頭者而被嚴判無期徒刑，革除軍籍及取消一切福利。1952年，小園獲得特赦減刑釋放後回到鹿兒島務農，平靜地渡過餘生。1960年，小園因腦溢血在家中去世，死後他的家人及海軍兵學校同學努力為他平反。